# 不法國王
是一部2018年英美合拍的歷史動作劇情片，主要講述羅伯特·布魯斯的歷史故事。由大衛·麥肯齊執導、聯合監製及聯合編劇。其主演包括克里斯·潘恩、亞倫·強森、佛蘿倫絲·普伊、比利·霍爾、托尼·庫蘭與史蒂芬·迪蘭。故事描述蘇格蘭勇士羅伯特·布魯斯在成為該國的國王後卻遭到了英格蘭的打壓，進而引發戰爭，使羅伯特·布魯斯必須挺身而出帶領自己的戰友對抗英軍。
該片2018年9月在多倫多國際影展上舉行全球首映，2018年11月9日在Netflix上發行。

## 演員
- 克里斯·潘恩飾演羅伯特·布魯斯
- 亞倫·強森飾演道格拉斯勳爵詹姆斯·道格拉斯
- 佛蘿倫絲·普伊飾演伊莉莎白·德·布治（英语：Elizabeth de Burgh）
- 比利·霍爾（英语：Billy Howle）飾演愛德華二世
- 托尼·庫蘭飾演安格斯·麥克唐納（英语：Aonghus Óg of Islay）
- 阿拉斯泰爾·麥肯齊（英语：Alastair Mackenzie）飾演阿瑟爾爵士（Lord Atholl）
- 史蒂芬·迪蘭飾演愛德華一世
- 凱藍·莫維飾演巴登諾赫領主約翰三世·康明（英语：John III Comyn, Lord of Badenoch）

## 發行
2017年9月，官方釋出潘恩角色的劇照。《不法國王》2018年9月6日在多倫多國際影展上舉行全球首映，2018年11月9日在Netflix上正式發行。其首支預告片由Netflix於2018年8月20日釋出。
2018年9月23日，由於該片在多倫多國際影展上的反響不佳，因此麥肯齊決定對其進行20分鐘的刪減。

## 外部連結
- 官方网站
- 互联网电影数据库（IMDb）上《不法國王》的资料（英文）
- 爛番茄上《不法國王》的資料（英文）
- Metacritic上《不法國王》的資料（英文）